# Soalheira
Soalheira is een plaats (freguesia) in de Portugese gemeente Fundão en telt 1130 inwoners (2001).